# Диарра, Модибо
Шейк Модибо́ Диарра́ (фр. Cheick Modibo Diarra, род. в 1952 году) — малийский политический деятель, астрофизик, бизнесмен.
Закончил Парижский университет Пьера и Марии Кюри и Говардский университет в Вашингтоне, после чего работал с НАСА. В 2006—2011 годах возглавлял Microsoft Africa.
17 апреля 2012 года Диарра был назначен председателем Переходного правительства Мали для восстановления гражданского правления после военного переворота. 11 декабря 2012 он подал в отставку с поста премьера, после того как его по приказу Амаду Саного арестовали военные по обвинению в превышении должностных полномочий.